# 우나 오코너

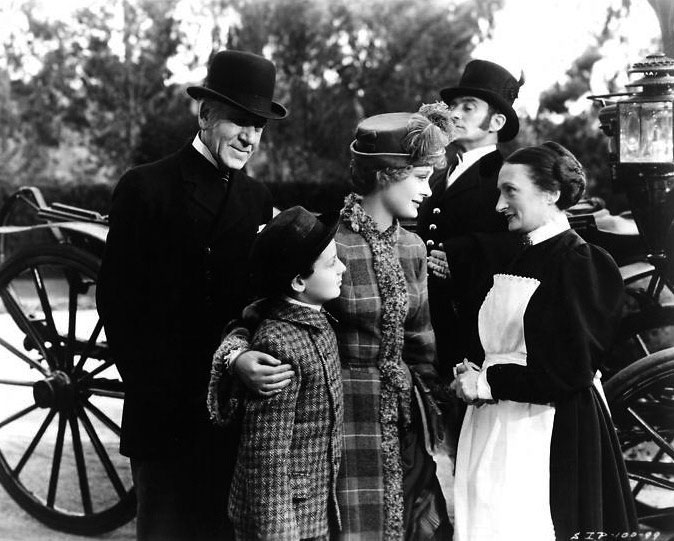

우나 오코너(Una O'Connor, 1880년 10월 23일 ~ 1959년 2월 4일)는 아일랜드의 연극 배우, 영화배우, 텔레비전 배우이다.
벨파스트에서 태어났으며 뉴욕에서 사망하였다. 사인은 심혈관계 질환이다.

## 영화
- 검찰 측 증인 디 오리지널 (1957년) - 자넷 역
- 스튜디오 원 (1948년)
- 돈 쥬앙의 모험 (1948년)
- 로스트 허니문 (1947년)
- 반조 (1947년)
- 이혼의 아이들 (1946년)
- 코네티컷의 크리스마스 (1945년)
- 성 메리 성당의 종 (1945년)
- 이 땅은 나의 것 (1943년)
- 언제나 영원히 (1943년)
- 마이 페이버릿 스파이 (1942년)
- 올웨이스 인 마이 하트 (1942년)
- 마음의 행로 (1942년)
- 허 퍼스트 보우 (1941년)
- 히 스테이드 포 브렉패스트 (1940년)
- 릴리언 러셀 (1940년)
- 시 호크 (1940년)
- 로빈 훗의 모험 (1938년)
- 소공자 (1936년)
- 로이드의 런던 (1936년)
- 프라우 앤 더 스타 (1936년)
- 로즈 마리 (1936년)
- 밀고자 (1935년)
- 데이빗 코퍼필드 (1935년)
- 프랑켄슈타인 2 - 프랑켄슈타인의 신부 (1935년)
- 체인드 (1934년)
- 배릿 오브 윔폴 스트리트 (1934년) - 윌슨 역
- 투명 인간 (1933년)
- 캐벌케이드 (1933년)
- 머더 (1930년)